# Valles Marineris
Valles Marineris sustav je međusobno povezanih kanjona na Marsovu ekvatorskome području, a ime je dobio nakon što ga je snimila letjelica Mariner 9. (1971. – 1972. ). Duži je od 4000 kilometara, širina mu je oko 200 kilometara, a dubina oko 7 kilometara.U središtu se sustava nekoliko kanjona spaja i tvori depresiju dužine 600 km i dubine 9 km. Valles Marineris jedan je od najvećih kanjona Sunčeva sustava, a nadmašuju ga samo rasjedne doline Zemljina srednjooceanskoga hrpta.  
Valles Marineris nalazi se uz ekvator Marsa, na istočnoj strani regije Tharsis i prostire se gotovo četvrtinom opsega planeta. Kanjonski sustav počinje na zapadu s Labirintom noći (Noctis Labyrinthus); prema istoku su ždrijela Tithonium i Ius, zatim procijepi Melas, Candor i Ophir, pa onda ždrijelo Coprates, zatim procijepi Ganges, Capri i Eos. Napokon završava u području odvodnog kanala s kaotičnim terenom koji završava u slijevu Chryse Planitia.
Neki znanstvenici smatraju da je Valles Marineris velika tektonska pukotina u marsovskoj kori. Većina istraživača slaže se da se kanjon formirao kada se kora zgusnula u regiji Tharsis na zapadu, a potom je proširena erozijom. Pri istočnom rubu rasjeda nalaze se kanali koje je mogla oblikovati voda ili ugljikov dioksid.
Predloženo je i da je to veliki kanal nastao erozijom lave koja je tekla sa strane vulkana Pavonis Monsa. Erozija je igrala značajnu ulogu u formiranju kanjona, a na to ukazuju duboki jarci urezani u zidove kanjona. Na nekim mjestima kanjoni su građeni od gustih sedimentnih nizova koji su se taložili u jezerima koja su prije bila zauzimala kanjone. Kasnije su se ta jezera možda isušila na istoku gdje postoje dokazi o velikim poplavama.

## Postanak
Mnogo je različitih teorija o formiranju Vallesa Marinerisa koje su se tijekom godina mijenjale. U 1970-ima smatralo se da se kanjon stvorio erozijom vode ili termokarstom (topljenje permafrosta u ledenjačkim klimama). Erozija vodom problematičan je mehanizam jer tekuća voda ne može opstati u marsovskim površinskim uvjetima koji obično imaju oko 1 % Zemljina atmosferskog tlaka i raspon temperature od 148 K (−125 ° C) do 310 K (37 ° C). Mnogi se znanstvenici slažu da je na površini Marsa u prošlosti tekla tekuća voda. Tako je Valles Marineris možda povećan protokom vode. Druga hipoteza iz 1972. bila je da su kanjoni formirani povlačenjem podzemne magme. Oko 1989. predložena je teorija formiranja dimenzionalnim frakturiranjem.
Danas se najviše prihvaćena teorija da je Valles Marineris nastao rascjepom rasjeda poput Istočnoafričke rasjedne doline, koji je kasnije povećan erozijom i urušavanjem stijena.
Smatra se da je formiranje Vallesa Marineris usko povezano s nastankom regije Tharsis. Nastajala je od Noahijskog do kasnog Hesperskog razdoblja Marsa, u tri etape.
Prva faza bila je kombinacija vulkanizma i izostatskog porasta. Ubrzo je pak vulkanska aktivnost toliko opteretila koru da više nije mogla podupirati dodatnu težinu Tharsisa što je dovelo do stvaranja puno tektonskih rovova u povišenim dijelovima Tharsisa. Druga faza uključivala je više vulkanizma i gubitka izostatske ravnoteže, izvor vulkanizma više nije bio ispod Tharsisa stvarajući vrlo veliko opterećenje. Konačno, kora nije uspjela držati težinu Tharsis regije i nastali su radijalni prijelomi uključujući i one u Vallesu Marineris. Treća faza uglavnom se sastojala od više vulkanizma i udara asteroida. Kora, kako je već dosegnula točku pucanja, samo je ostala na mjestu, a formirali su se mlađi vulkani. Vulkanska aktivnost u Tharsisu uključivala je magmu vrlo niske viskoznosti tvoreći štitaste vulkane slične onima u lancu Havajskoga otočja, ali, jer na Marsu postoji mala ili nikakva trenutačna aktivna tektonika ploča, aktivnost žarišnih točaka dovela je do vrlo duge povijesti ponavljajućih vulkanskih erupcija na istim mjestima stvarajući neke od najvećih vulkana u Sunčevom sustavu uključujući i najveći, Olympus Mons.